# Kcell
«Kcell» — оператор сотовой связи в Казахстане. Оказывает услуги сотовой связи стандарта 2G/GSM (900 МГц), 3G/UMTS (2100 МГц), 4G/LTE/LTE Advanced (700/800/1800/2100 МГц) и 5G (N28, N78). Предоставляет услуги под брендами «Kcell» который в основном нацелен на корпоративный сегмент и «activ», который ориентирован на массовый рынок. По состоянию на конец 2021 года абонентская база «Кселл» составляла 7 961 тысяч
пользователей.

## История
Компания «Кселл» была основана 30 сентября 1998 года.
7 февраля 1999 год — состоялся запуск бренда «Kcell», 9 сентября 1999 года запустился бренд «Activ».
В 2003 года компания стала первым оператором мобильной связи в Республике Казахстан с доступом к сети Интернет с мобильных устройств.
В 2004 году абонентская база компании превысила 1,5 миллионов человек.
В 2007 год в декабре был подключён 6-миллионный абонент. В том же году были покрыты все населённые пункты с численностью населения от 5000 человек.
В 2009 году был произведён рестайлинг корпоративного бренда «Kcell».
В 2010 году «Kсell» был выбран в качестве официального оператора сотовой связи Саммита ОБСЕ в 2010 году и VII Зимних азиатских игр 2011 года.
В 2011 году сеть 3G от «Kcell» была развёрнута в 31 городе Казахстана. 94 % населенной территории покрыты сигналом сети.
Декабрь 2012 года — листинг акций компании (торговый год KCEL) KASE (Казахстанская фондовая биржа) и на l на LSE (Лондонская фондовая биржа).
2013 год — «Kcell» стал победителем в номинации «Лучшее IPO в Центральной и Восточной Европе» по версии журнала «EMEA Finance».
2014 год — АО «Кселл» признан крупнейшим налогоплательщиком страны в неэнергетическом секторе. 
15 апреля 2014 года «Kcell» стал официальным дистрибьютором iPhone в Казахстане.
2015 год — «Кселл» объявил об открытии первого фирменного магазина Kcell Store в Алма-Ате.
2016 год — «Кселл» подписал соглашение с компанией Beeline Казахстан (Группа VimpelCom) о взаимном использовании сетей для совместного запуска услуг 4G/LTE в Казахстане. Это стратегическое партнёрство позволит Kcell осуществить оперативный запуск услуг 4G/LTE во всех крупных областях страны за счёт объединения сетей двух операторов.
В 2016 году «Кселл» получил номинацию от Казахстанской фондовой биржи за высокий уровень прозрачности и раскрытия информации. 
В первом полугодии 2017 года 6,5 млн жителей 20 городов Казахстана находятся в области покрытия сигнала 4G/LTE от АО «Кселл».
В 2018 году Telia Company и Fintur Holdings BV продали акций Кселл АО «Казахтелеком», таким образом АО «Казахтелеком» стал крупным акционером.
В 2021 году компания заключила договор с российской компанией Nexign о внедрении и технической поддержке биллинговой платформы, в 2023 году оператор заменил BSS-системы Amdocs и Orga на цифровую биллинговую платформу Nexign Converged BSS.
В 2022 году АО «Кселл» в консорциуме с ТОО «Мобайл Телеком-Сервис» выигрывает конкурс на использование сетей 5G.
В 2023 году Kcell выиграл в номинации «Самая быстрая сеть в Казахстане» по версии Ookla’s Speedtest Awards.
В октябре 2024 года Kcell запустил 5G в Алма-Атинском метрополитенe.
В 22 января 2025 года Kcell инсталлировал юбилейную 1500-ю базовую стацию 5G в ущелье Аюсай/

## Собственники и руководство
С 2014 года главным исполнительным директором являлся Арти Отс.
21 декабря 2018 года АО «Казахтелеком» приобрело 75 % акций АО «Кселл», принадлежащих Telia Company и Fintur Holdings B.V.
4 октября 2021 года произошло изменение состава акционеров. Pioneer Technologies S.A.R.L стала крупным акционером сотового оператора Kcell. Зарегистрированная в Люксембурге компания приобрела 14,87 % акций Kcell, сообщается на сайте КASE.
Таким образом, акции сотового оператора распределены следующим образом:
«Казахтелеком» — 51 %;
Pioneer Technologies S.A.R.L — 14,87 %;
АО «First Heartland Jusan Bank» — 9,08 %;
АО «Единый накопительный пенсионный фонд» — 7,06 %.
30 сентября «Казахтелеком» сообщил о решении совета директоров реализовать 24 % акций АО «Кселл». В качестве способа реализации выбрана продажа широкому кругу инвесторов на открытых торгах на KASE. Позже стало известно, что неконтрольный пакет акций (9,08 %) приобрёл Jusan Bank. По данным KASE, 0,2 % акций приобрели брокеры-дилеры, 66 % — «прочие юридические лица», 1,3 % — «другие институциональные инвесторы» и 0,3 % — физические лица.
С февраля 2019 года главным исполнительным директором компании являлся Каспарс Кукелис.
С 6 февраля 2021 года на должность главного исполнительного директора назначен Харламов Юрий Евгеньевич.
C 11 мая 2022 года совет директоров компании Kcell избрал Асхата Узбекова на должность главного исполнительного директора, председателя правления АО «Кселл».
С 15 июля 2024 года Главным исполнительным директором Компании избран Жамбакин Аскар Серикович.
По состоянию на 2024 год акции Kcell распределены следующим образом:
- 51 %: АО «Казахтелеком»
- 14,87 %: KC Holding LTD
- 9,08 %: AO «First Heartland Jusan Bank JSC»
- 7,06 %: АО «ЕНПФ»
- 17,99 %: Миноритарные акционеры.

## Деятельность
Основное направление деятельности — предоставление цифровых телекоммуникационных услуг: мобильной связи и конвергентных услуг фиксированной связи (FMC), передачи данных и доступа в интернет, финансовых сервисов, цифровых сервисов и мобильных приложений, ИТ-решений в области системной интеграции, интернета вещей, межмашинного взаимодействия (machine to machine), сбора и обработки больших данных и облачных вычислений. Лидирующий оператор в Казахстане по предоставлению сервиса смартфон+тариф.
На протяжении 26 лет работы на рынке компания постоянно расширяет область охвата сигналом сети.
В 2016 году «Кселл» начал развёртывание коммерческой сети 4G/LTE были существенно ускорены, благодаря соглашению о совместном строительстве сети 4G/LTE с Beeline Казахстан. Это соглашение позволило обеспечить высокое качество услуг при одновременном снижении требуемых капитальных затрат и стремительном ускорении процесса развертывания сети. К концу декабря 2016 года охват сети 4G/LTE от «Кселл» достиг 35 % населения Казахстана.
В начале 2016 года началось развитие развлекательных OTT-сервисов линейки mobi (mobi TV, mobi music, mobi press, mobi kino, Bookmate).
C 12 мая 2017 года компания начала развивать связь 4G+ (LTE Advanced).